# 平海軍聲
平海军声，中國廣東省惠東縣稔平半島平海鎮鎮內其中一種主流方言，乃明代卫所軍戶後裔的方言。以北方話为基础，融入广州话、客家话、惠州福佬話（以上即為平海鎮內流行的其他方言）。地理上可歸為廣東軍話之一種。

## 歷史
平海古城建成于明朝洪武二十七年（公元1394年），是明朝衛所一座守御千户所城。相關史实，可从《惠州府志》、《归善县志》和《重修开城都阃府花公墓志》等文献、碑文证实。

## 人口
2010年有統計平海鎮鎮內的軍聲人口約1.2萬多人，其中七成為平海古城居民。平海古城遷出去的軍戶後裔也講軍聲，也括有主要有平海鎮洞上、麥園、大水坑三個軍聲村，還有奎坑、畬坑、畬背、佛元、佛嶺、大林、大小安等自然村，而港口鎮的埔頂和東海的局部也講軍聲。
另據潘家懿和林倫倫（2011），平海鎮鎮內講四五種方言，其中講軍話的居民僅占三分之一，幾種方言長期雜處滲透。